# Lost Bayou Ramblers
Lost Bayou Ramblers est un groupe de musique traditionnelle cajun de la Louisiane formé en 1999 par les frères Louis et André Michot. L'essentiel de leurs titres sont écrits en français cadien.

## Historique
Originaire de Broussard et d'Arnaudville, le groupe se forme en 1999 à l'initiative du violoniste Louis Michot et de son frère accordéoniste André Michot, tous les deux fils d'un père – Tommy Michot – qui faisait partie du groupe Les Frères Michot, actif en Louisiane dans les années 1970-1980,. Pour trouver leur voi(e)x musicale, ils apprennent le français cadien vers l'âge de vingt ans, – en passant notamment du temps au Canada –, et décident d'écrire leurs chansons dans cette langue et dans la tradition musicale de la culture cajun, en la mélangeant souvent à des rythmes plus modernes de rock alternatif et progressif.
En 2012, leur album Mammoth Waltz accueille une participation au chant de Scarlett Johansson, Dr. John, Gordon Gano (du groupe Violent Femmes) – avec qui Louis Michot avait composé Bastille (sur la marée noire provoquée par Deepwater Horizon en 2010) –, Nora Arnezeder, et des membres de Givers. Ce titre leur donne une notoriété nationale et au-delà, notamment avec l'utilisation d'une chanson pour le film Les Bêtes du sud sauvage (2012) et le tournage par Bruno Doria d'un documentaire qui leur est consacré On va continuer ! (2019),.
En 2016, ils participent à l'enregistrement de l'album Lafayette de Charlélie Couture, réalisé au studio Dockside à Maurice, en Louisiane.
En 2018, leur huitième album studio, Kalenda, obtient le Grammy Award du « meilleur album de musique régionale » marquant pour eux la reconnaissance de vingt ans de carrière et de promotion de la culture musicale cajun.

## Membres du groupe

### Membres actifs
- Louis Michot (cofondateur), chant et violon
- Andre Michot (cofondateur), accordéon, lap steel guitar
- Johnny Campos (cofondateur), guitares électriques
- Eric Heigle (cofondateur), batterie et percussions
- Kirkland Middleton, batterie
- Bryan Webre, basse

### Anciens membres

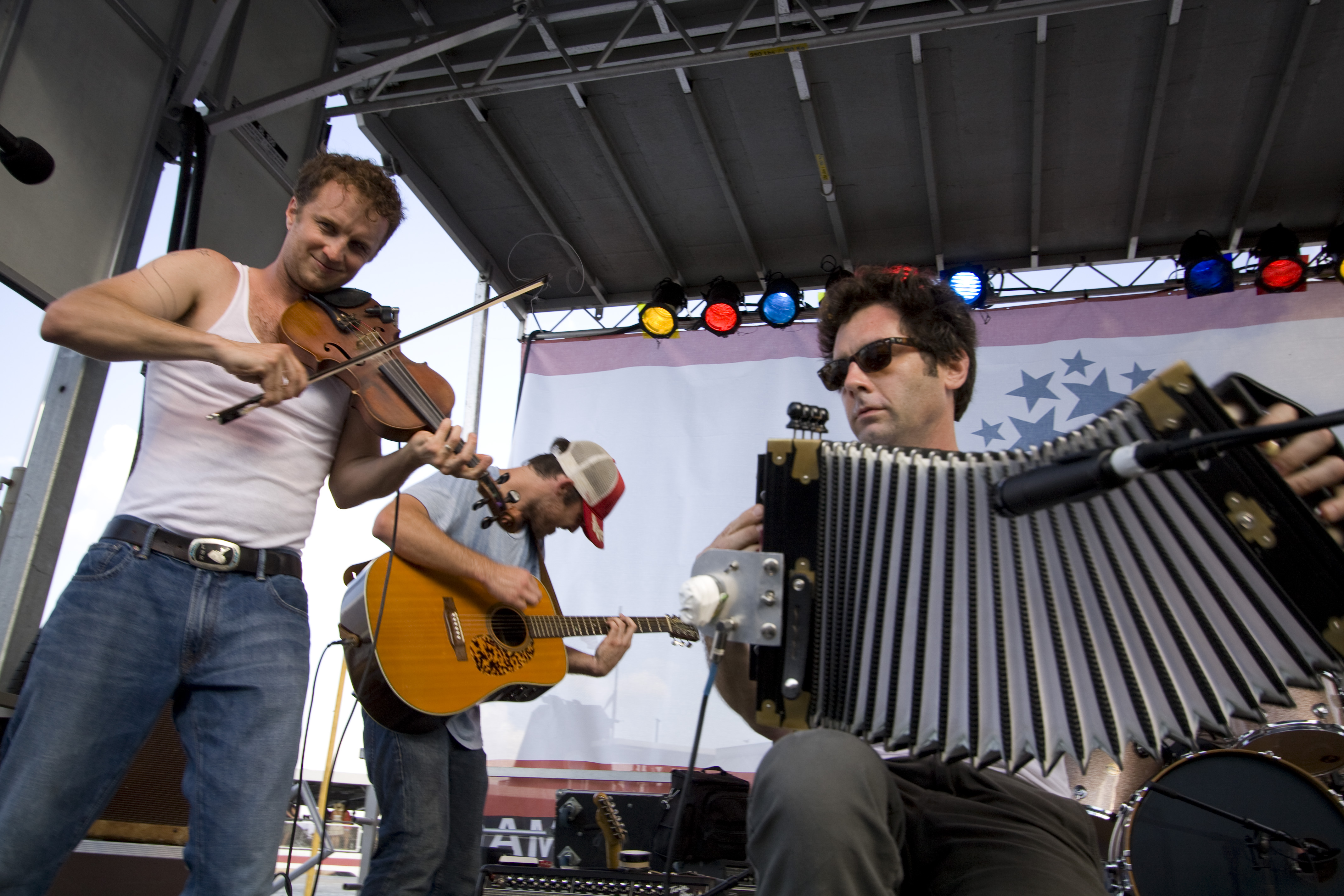
Lost Bayou Ramblers en 2012.

- Korey Richey (cofondateur), basse électrique
- Chris Courville
- Alan LaFleur
- Cavan Carruth
- Paul Etheredge

## Discographie

### Albums studio
- 2001 : Pilette Breakdown (Swallow Records)
- 2005 : Bayou Perdu (Swallow Records)
- 2006 : Mellow Joy Boys: Une Tasse Cafe (Swallow Records)
- 2008 : Vermilionaire (Bayou Perdu Records)
- 2011 : Bastille (EP, Bayou Perdu Records)
- 2012 : Mammoth Waltz (Bayou Perdu Records)
- 2017 : Kalenda (Rice Pump Records) – Grammy Award

### Compilations
- 2011 : En Francais: Cajun 'n' Creole Rock 'n' Roll Various (compilation, Bayou Teche Brewers)

## Filmographie
- On va continuer ! (2019), documentaire de Bruno Doria présenté lors du Festival du film français de la Nouvelle-Orléans[5].
- Belle River (2022), film documentaire de Guillaume Fournier, Samuel Matteau et Yannick Nolin.

## Prix et distinctions
- 2008 : Nomination au Grammy Award du « meilleur album de musique cajun ou zydéco » pour Live: À La Blue Moon[9]
- 2017 : Grammy Award du « meilleur album de musique régionale » pour Kalenda[9],[4]